# Kurt Reichert
Reinhard Hermann Kurt Reichert (* 9. Februar 1906 in Halle/Saale; † 10. Juli 1976 ebenda) war ein deutscher Fotograf und Maßschneider.

## Leben
Allmählich verlagerte sich Reicherts Arbeitsschwerpunkt auf die Sport- und Körperdarstellungen in den 1930er-Jahren im Sinne des Naturismus der Zeit. Er hatte ein Geschäft in Halle, Turmstraße 64, von 1932 bis 1946/47.
Reichert war aktives Mitglied im Deutschen Bund für Leibeszucht. Er war als Fotograf tätig für das Vereinsjournal Deutsche Leibeszucht.

## Bibliographie
- In Licht und Sonne. Dresden 1939.
- Von Leibeszucht und Leibesschönheit, Bilder aus dem Leben des Bundes für Leibeszucht. Berlin 1940.
- In Licht und Sonne. Dresden 1940.